# یواس‌اس اس-۱۲ (اس‌اس-۱۱۷)
یواس‌اس اس-۱۲ (اس‌اس-۱۱۷) (به انگلیسی: USS S-12 (SS-117))زیردریایی که طول آن ۲۳۱ فوت (۷۰ متر) می باشد. این زیردریایی در سال ۱۹۲۱ ساخته شده است.